# Meandrusa
Meandrusa és un gènere de lepidòpters papilionoïdeus de la família dels papiliònids (Papilionidae) propis del Sud-est Asiàtic.

## Taxonomia
El gènere Meandrusa inclou quatre espècies:
- Meandrusa gyas (Westwood, 1841)
- Meandrusa lachinus (Fruhstorfer, 1902)
- Meandrusa payeni (Boisduval, 1836)
- Meandrusa sciron (Leech, 1890)